# Baryceros mirabilis
Baryceros mirabilis är en stekelart som först beskrevs av Cresson 1873.  Baryceros mirabilis ingår i släktet Baryceros och familjen brokparasitsteklar. Inga underarter finns listade.